# Список глав государств в 978 году
Список глав государств в 977 году — 978 год — Список глав государств в 979 году — Список глав государств по годам

## Азия
- Аббасидский халифат — Абу Бакр ат-Таи, халиф (974 — 991)
  -  Хамданиды — 
    - Адид ад-Даула, эмир (Аль-Джазира) (967 — 978)
    - в 978 году Хамданиды изгнаны из Мосула Буидами
    - Саад ад-Даула, эмир (Алеппо) (967 — 991)
- Абхазское царство — 
  - Феодосий III, царь (975 — 978)
  - Баграт III, царь (978 — 1008)
- Армения —
  - Анийское царство — Смбат II, царь (977 — 989)
  - Васпураканское царство — Ашот-Саак, царь (ок. 972 — 983)
  - Карсское царство — Мушег, царь (963 — 984)
  - Ташир-Дзорагетское царство — Гурген I (Кюрике), царь (978 — 989)
- Вайтхали[англ.] — Пе Пью, царь[англ.] (964 — 994)
- Газневидское государство — Себук-Тегин, эмир (977 — 997)
- Грузия —
  - Кахетия — Давид, князь[англ.] (976 — 1010)
  - Тао-Кларджети — Баграт II Регвени, царь (958 — 994)
    - Давид III, куропалат (Тао) (966 — ок. 1000)
    - Сумбат II, эристави (Кларджети) (943 — 988)

  - Тбилисский эмират — Джаффар II бен Мансур, эмир (952 — 981)
- Дайковьет — Динь Тьен Хоанг (Динь Бо Линь), король (968 — 980)
- Дали — Дуань Сушунь, король (968 — 985)
- Индия —
  - Венги (Восточные Чалукья) — Джата Чода Бхима, махараджа (973 — 999)
  - Гурджара-Пратихара — Раджапала, махараджа (960 — 1018)
  - Западные Ганги — Рашамалла IV Сатьявакья, махараджа (975 — 986)
  - Западные Чалукья[англ.] — Тайлапа II, махараджа (973 — 997)
  - Камарупа — Индра Пала, махараджадхираджа[англ.] (960 — 990)
  - Качари[англ.] — Прасанто, царь[англ.] (925 — 1010)
  - Кашмир — Бхимагупта, царь[нем.] (972 — 980)
  - Пала — Виграхапала II, царь (960 — 988)
  - Парамара[англ.] — Вакпатираджа II, махараджа[англ.] (974 — 995)
  - Раштракуты — Индрараджа IV, махараджадхираджа (973 — 982)
  - Харикела (династия Чандра) — Кальяначандра, махараджадхираджа[англ.] (ок. 975 — ок. 1000)
  - Чола — Мандхурантака, махараджа (973 — 985)
  - Ядавы (Сеунадеша) — Дхадияппа II, махараджа (970 — 985)
- Индонезия —
  - Матарам (Меданг) — Шри Исияна Тунггавийя, шри-махараджа (947 — 985)
  - Сунда — Прабу Ягири Ракеян, король (973 — 989)
  - Шривиджая — Шри Удаядитиаварман, шри-махараджа (ок. 960 — ок. 988)
- Иран —
  -  Буиды — Адуд ад-Даула, шаханшах (978 — 983)
    - Исфахан — Муаййад ад-Даула, эмир (977 — 983)
    - Керман и Фарс — Адуд ад-Даула, эмир (949 — 983)
    - Рей — Фахад-Даула, эмир (977 — 983)

  -  Зияриды — 
    - Захир ад-Даула Бисутун ибн Вушмгир, эмир (967 — 978)
    - Кабус ибн Вушмгир, эмир (978 — 981, 998 — 1012)

  -  Раввадиды — Абульхидж Мухаммад, эмир (961 — 988)
  -  Салариды — Ибрагим ибн Марзбан, эмир (960 — 981)
  -  Саманиды — Нух II, эмир (976 — 997)
  -  Саффариды — Абу Ахмад Халаф ибн-Ахмад, эмир (963 — 1003)
  -  Табаристан (Баванди) —  Дара, испахбад (965 — 985)
- Йемен —
  -  Зийядиды — Абу'л-Яш Исхак ибн Ибрагим, эмир (904 — 981)
  - Яфуриды — Абдаллах ибн Кахтан ибн Мухаммад II, имам (963 — 997)
- Караханидское государство — 
  - Али Арслан-хан, хан (970 — 998)
  - Харун Бугра-хан, хан (970 — 992)
- Китай (Эпоха пяти династий и десяти царств) —
  -  Сун — Тай-цзун (Чжао Куанъи), император (976 — 997)
  -  Северная Хань — Лю Цзюань, император[англ.] (968 — 979)
  -  У Юэ — 
    - Цянь Чу, король[англ.] (947 — 978)
    - в 978 году завоевана империей Сун
- Кхмерская империя (Камбуджадеша) — Джаяварман V, император (968 — 1001)
- Корея (Корё)  — Кёнджон, ван (975 — 981)
- Ляо — Цзин-цзун (Уюй), император (968 — 982)
- Паган — Наун-у Сорэхан, король[англ.] (956 — 1001)
- Раджарата (Анурадхапура) — Махинда IV, король (975 — 991)
- Тямпа — Парамесвараварман I, князь (965 — 982)
- Шеддадиды (Гянджинский эмират) — 
  - Али Лашкари I ибн Мухаммад, эмир (971 — 978)
  - Марзубан ибн Мухаммад, эмир (978 — 985)
- Ширван — Ахмад I ибн Мухаммед, ширваншах (956 — 981)
- Япония — Энъю, император (969 — 984)

## Африка
- Гао — Нин Тафай, дья (ок. 970 — ок. 990)
- Зириды — Юсуф Булуггин ибн Зири, эмир (973 — 984)
- Идрисиды — Хасан ибн Касим, халиф Магриба (954 — 974, 975 — 985)
- Канем — Хайома, маи (961 — 1019)
- Килва — Али ибн аль-Хассан Ширази, султан (ок. 957 — ок. 996)
- Макурия — Георгий II, царь (ок. 969 — ок. 980)
- Фатимидский халифат — аль-Азиз Биллах, халиф (975 — 996)
- Эфиопия — Иан Сеюм, император (959 — 999)

## Европа
- Англия — 
  - Эдуард Мученик, король (975 — 978)
  - Этельред II Неразумный, король (978 — 1013, 1014 — 1016)
- Болгарское царство — Роман II, царь (977 — 997)
- Бургундское королевство (Арелат) — Конрад I Тихий, король (937 — 993)
  - Прованс — 
    - Ротбальд II, граф (ок. 966 — 993)
    - Гильом I, граф (ок. 966 — 993)
- Венгрия — Геза, князь (надьфейеделем) (972 — 997)
- Венецианская республика — 
  - Пьетро I Орсеоло, дож (976 — 978)
  - Витале Кандиано, дож (978 — 979)
- Византийская империя — Василий II Болгаробойца, император (963, 976 — 1025)
- Волжская Булгария — Мумин ибн Ахмад, хан[англ.] (ок. 976 — ок. 980)
- Гасконь — Гильом II Санше, герцог (961 — 996)
  - Арманьяк — Бернар I Ле Луш, граф (ок. 960 — ок. 995)
  - Фезансак — Одон де Фезансак, граф (ок. 960 — ок. 985)
- Дания — Харальд I Синезубый, король (958 — 986/987)
- Дербентский эмират — Маймун I ибн Ахмад, эмир (976 — 997)
- Дукля — Петрислав Хвалимирович, жупан (971 — 990)
- Западно-Франкское королевство — Лотарь, король (954 — 986)
  - Аквитания — Гильом IV Железнорукий, герцог (963 — 995)
  - Ампурьяс — Госфред I, граф (931 — 991)
  - Ангулем — Арно II Манцер, граф (975 — 988)
  - Анжу — Жоффруа I Гризегонель, граф (958 — 987)
  - Барселона — Боррель II, граф (947 — 992)
  - Блуа — Эд I, граф (975 — 995)
  - Бесалу — Миро III, граф (968 — 984)
  - Бретань — Хоэль I, герцог (958 — 981)
  - Булонь — Арнульф III, граф (971 — 990)
  - Бургундия — Эд Генрих Великий, герцог (965 — 1002)
  - Вермандуа — Альберт I Благочестивый, граф (946 — 987)
  - Готия — 
    - Раймунд III, граф Руэрга, маркиз (ок. 961 — 1008)
    - Гильом III Тайлефер, маркиз (ок. 978 — 1037)

  - Каркассон — Роже I, граф (ок. 957 — ок. 1012)
  - Конфлан и Серданья — Миро III, граф (968 — 984)
  - Мо и Труа — Герберт II де Вермандуа, граф (966 — 995)
  - Мэн — Гуго II, граф (ок. 940 — 980/992)
  - Нант — Хоэль I, граф (958 — 981)
  - Невер — 
    - Эд Генрих Великий, граф (965 — 978)
    - Отто Гильом, граф (978 — 989)

  - Нейстрийская марка — Гуго Капет, маркиз (956 — 987)
  - Нормандия — Ричард I Бесстрашный, герцог (942 — 996)
  - Пальярс —
    - Рамон II, граф (948 — ок. 995)
    - Боррель I, граф (948 — ок. 994)
    - Суньер I, граф (948 — ок. 1010)

  - Париж — Гуго Капет, граф (956 — 987)
  - Рибагорса — Унифред I, граф (ок. 970 — 980/981)
  - Руссильон — Госфред I, граф (931 — 991)
  - Руэрг — Раймунд III, граф (ок. 961 — 1008)
  - Тулуза — 
    - Раймунд V, граф (972 — ок. 978)
    - Гильом III Тайлефер, граф (ок. 978 — 1037)

  - Фландрия — Арнульф II, граф (965 — 987)
  - Шалон — Ламберт, граф (956 — 979)
- Ирландия — Домналл Уа Нейлл, верховный король (956 — 980)
  - Айлех — Домналл Уа Нейлл, король (943 — 980)
  - Дублин — Олав III Кваран, король (945 — 947, 952 — 980)
  - Коннахт — Катал V мак Конхобар, король (973 — 1010)
  - Лейнстер — 
    - Угайре II, король (972 — ок. 978)
    - Домналл Клан, король (ок. 978 — 984)

  - Миде — Маэлсехнайлл мак Домнайлл, король (976 — 1022)
  - Мунстер — 
    - Маэлмуад мак Брайн, король (976 — 978)
    - Бриан Бору, король (978 — 1014)

  - Ольстер — Эохайд мак Ардгайл, король (972 — 1004)
- Испания —
  - Вигера — Рамиро Гарсес, король (931 — 981)
  - Кордовский халифат — Хишам II, халиф (976 — 1009, 1010 — 1013)
  - Леон — Рамиро III, король (966 — 984)
    - Кастилия — Гарсия Фернандес, граф (970 — 995)

  - Наварра — Санчо II Абарка, король (970 — 994)
- Италия —
  - Амальфи — Мансо I, герцог[англ.] (966 — 1004)
  - Беневенто и Капуя —
    - Пандульф I Железная Голова, князь (943 — 981)
    - Ландульф IV, князь (968 — 981)

  - Гаэта — 
    - Григорий, герцог[англ.] (962/963 — 978)
    - Марин II, герцог[англ.] (978 — 984)

  - Неаполь — Марин II, герцог (968 — 992)
  - Салерно — Пандульф I Железная Голова, князь (977 — 981)
- Киевская Русь (Древнерусское государство) —  
  - Ярополк Святославич, великий князь Киевский (972 — 978)
  - Владимир Святославич, великий князь Киевский (978 — 1015)
  -  Новгородское княжество — Владимир Святославич, князь (970 — 988)
- Норвегия — 
  - Харальд Синезубый, король (970 — 986)
  - Хакон Могучий, ярл (970 — 995)
- Папская область — Бенедикт VII, папа римский (974 — 983)
- Польша — Мешко I, князь (960 — 992)
- Португалия — Гонсало I Менендес, граф (ок. 950 — 997)
- Священная Римская империя — Оттон II Рыжий, император (973 — 983)
  - Австрийская (Восточная) марка — Леопольд I, маркграф (976 — 994)
  - Бавария — Оттон I Швабский, герцог (976 — 982)
  - Верхняя Лотарингия —  
    - Фридрих (Ферри) I, герцог (959 — 978)
    - Тьерри I, герцог (978 — 1026)

  - Голландия — Дирк II, граф (ок. 939 — 988)
  - Иврейская марка — Конрад, маркграф (970 — ок. 990)
  - Каринтия — 
    - Генрих I, герцог (976 — 978, 985 — 989)
    - Оттон I, герцог (978 — 985, 1002 — 1004)

  - Люксембург — Зигфрид, граф (963 — 998)
  - Лужицкая (Саксонская Восточная) марка — Одо I, маркграф (965 — 993)
  - Мейсенская марка — Титмар I, маркграф (976 — 979)
  - Намюр — Альберт I, граф (ок. 974 — ок. 1011)
  - Нижняя Лотарингия — Карл I, герцог (977 — 991)
  - Монферрат — Оттоне I, маркграф (969 — 991)
  - Саксония — Бернхард I, герцог (973 — 1011)
  - Северная марка — Дитрих фон Хальденслебен, маркграф (965 — 985)
  - Сполето — Пандульф I Железная Голова, герцог (967 — 981)
  - Тосканская марка — Уго I, маркграф (962 — 1001)
  - Чехия — Болеслав II Благочестивый, князь (ок. 967 — 999)
  - Швабия — Оттон I, герцог (973 — 982)
  - Штирия (Карантанская марка) — Маркварт, маркграф (970 — 1000)
  - Эно (Геннегау) — Готфрид I, граф (974 — 998)
- Сицилийский эмират — Абу-л-Касим Али ибн Хасан, эмир (969 — 982)
- Уэльс —
  - Гвент — Артвайл ап Ноуи, король (970 — 983)
  - Гвинед — 
    - Иаго ап Идвал, король (950 — 979)
    - Хивел ап Иейав, король (974 — 985)

  - Гливисинг — Идваллон ап Морган, король (974 — 990)
  - Дехейбарт — Оуэн ап Хивел, король (950 — 987)
- Хорватия — Степан Држислав, король (969 — 997)
- Швеция — Эрик VI, король (ок. 970 — 995)
- Шотландия (Альба) — Кеннет II, король (971 — 995)

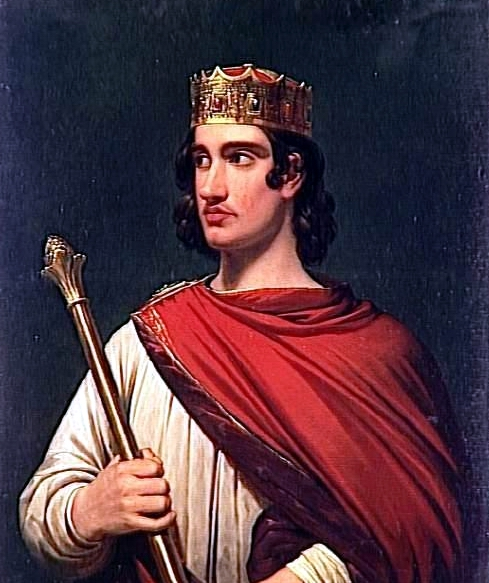
Лотарь 954-986 Король Западно-Франкского королевства
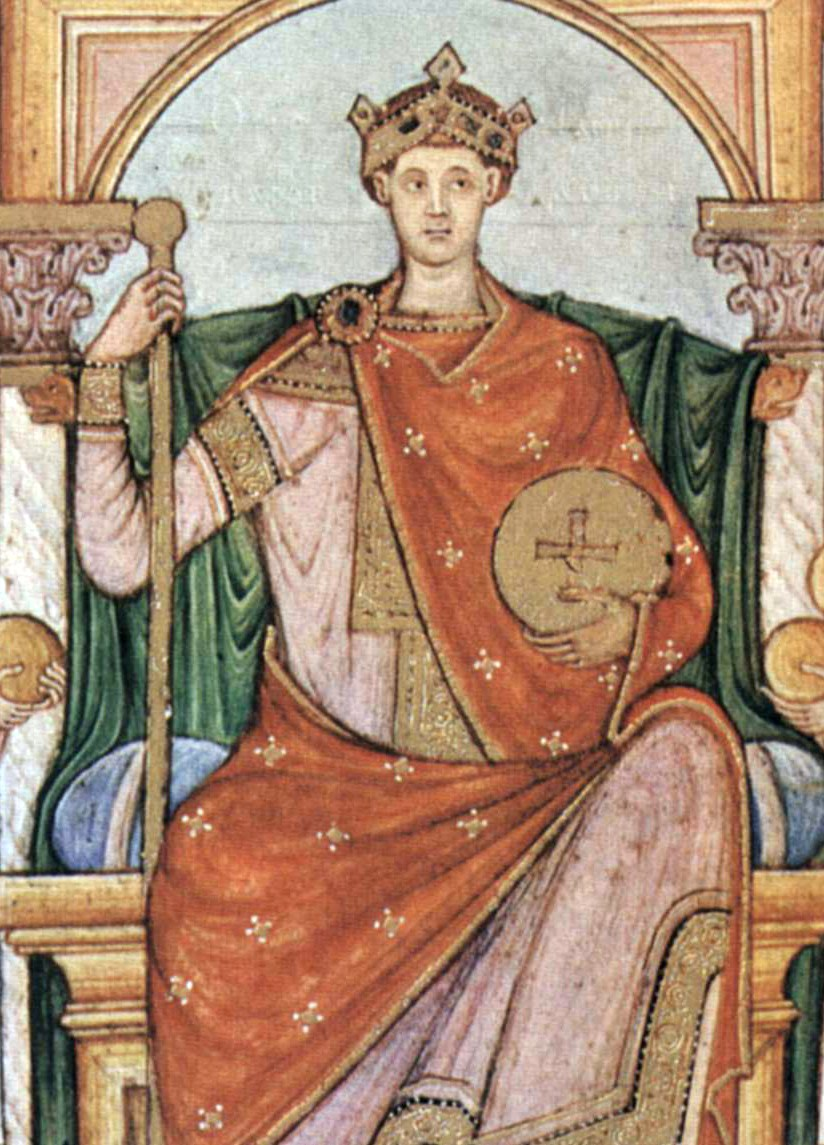
Оттон II Рыжий 973-983 Император Священной Римской империи
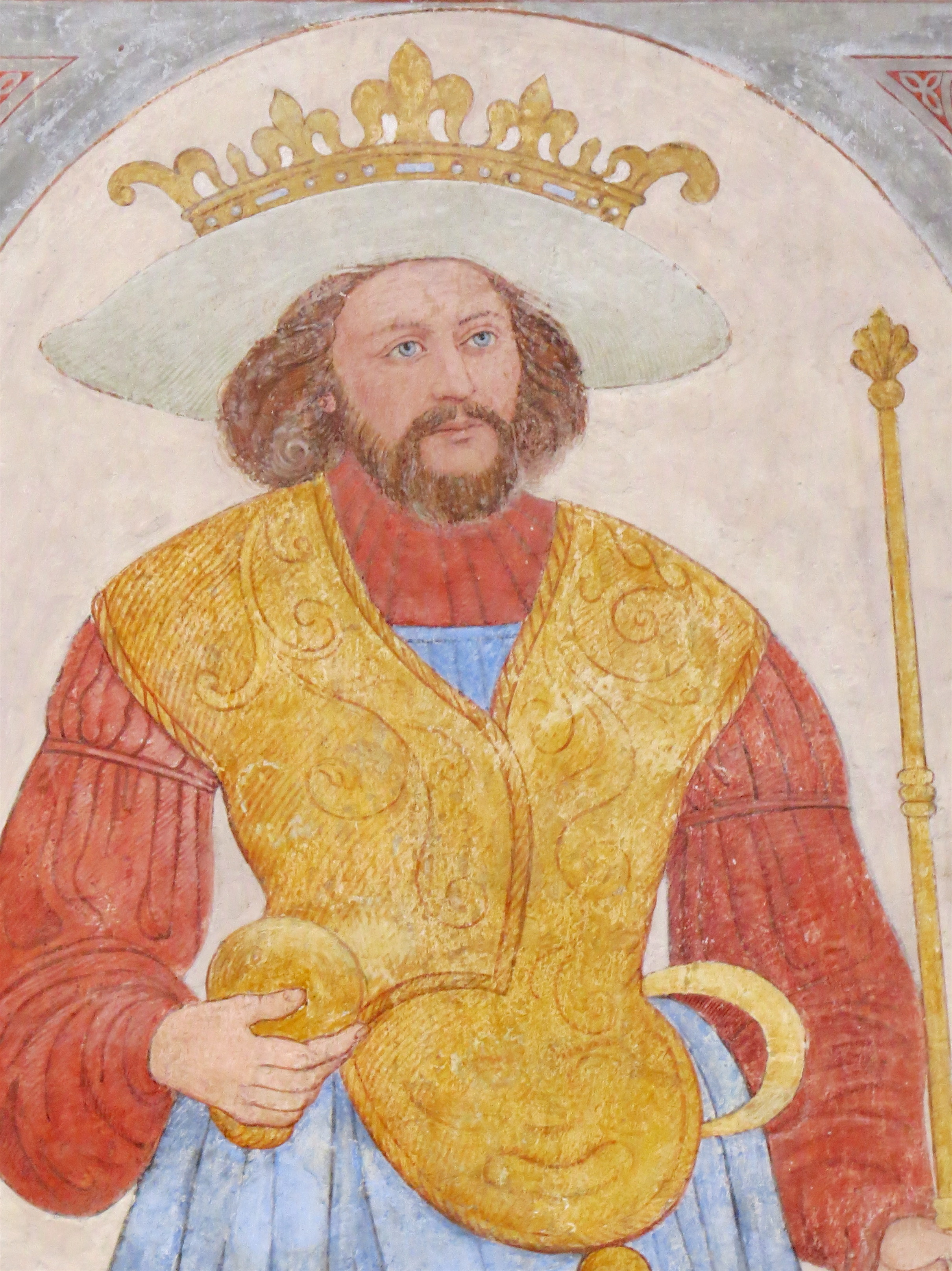
Харальд I Синезубый 958-986 Король Дании
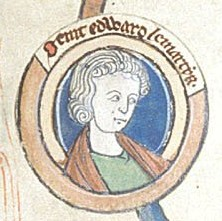
Эдуард Мученик 975-978 Король Англии
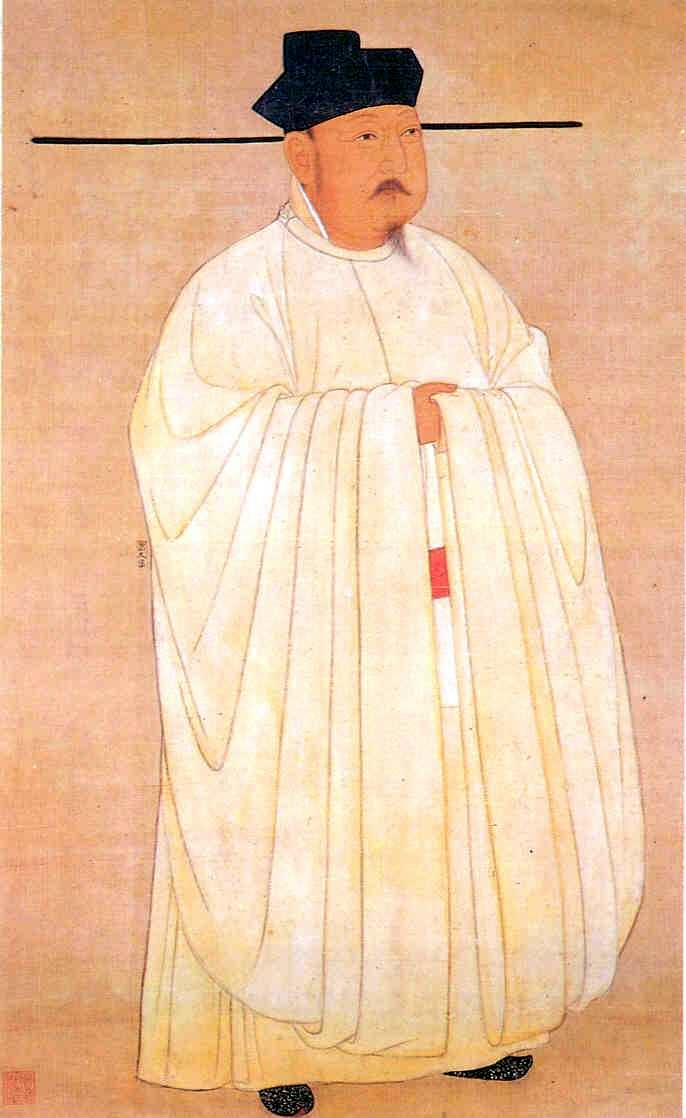
Тай-цзун 976-997 Император Китая
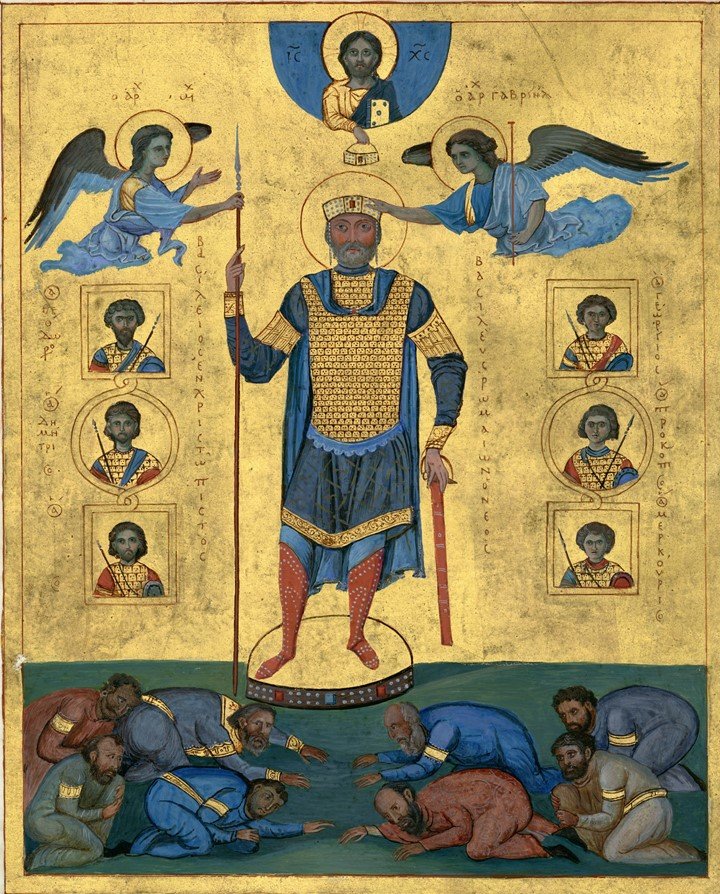
Василий II Болгаробойца 976-1025 Император Византии
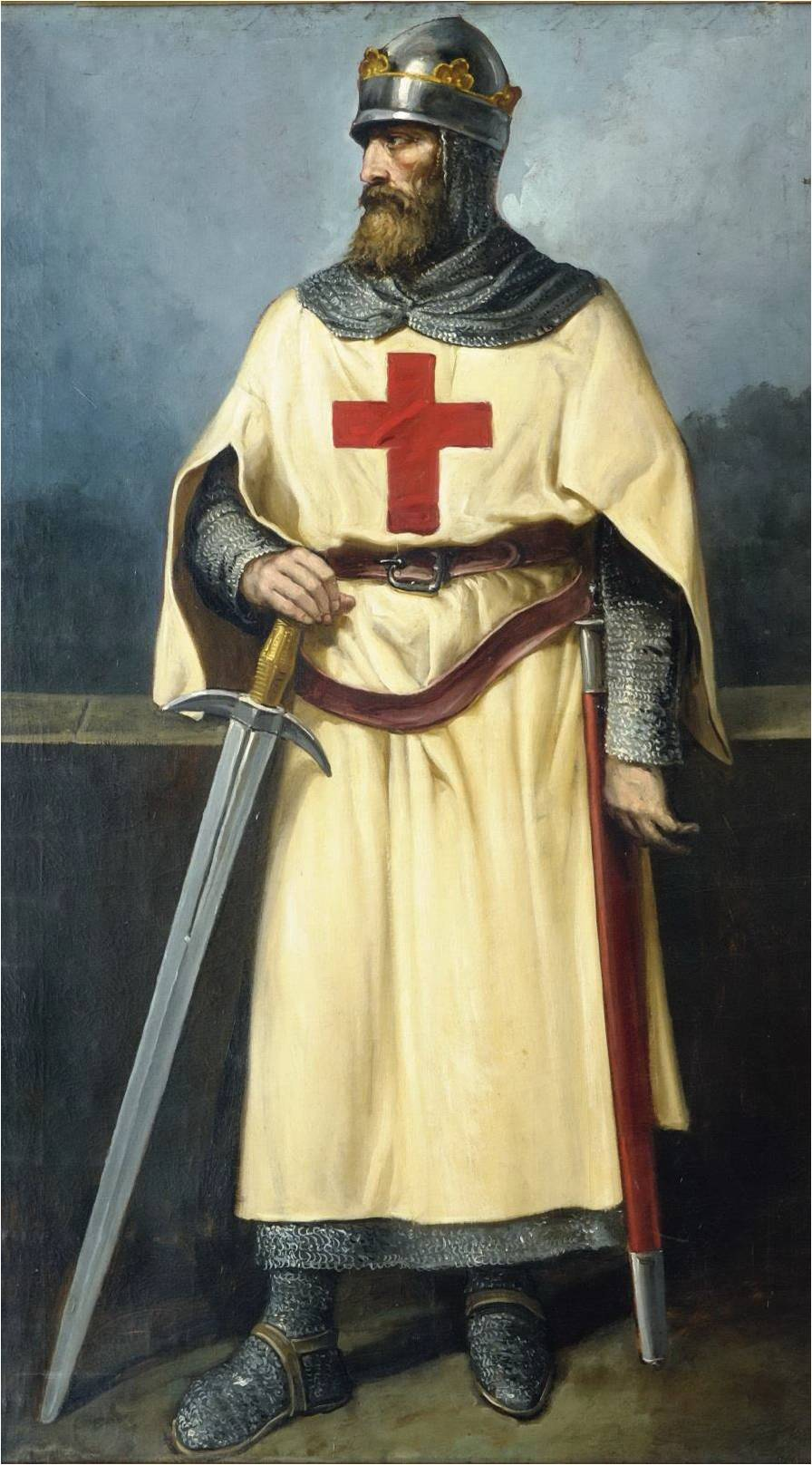
Рамиро III 966-984 Король Леона
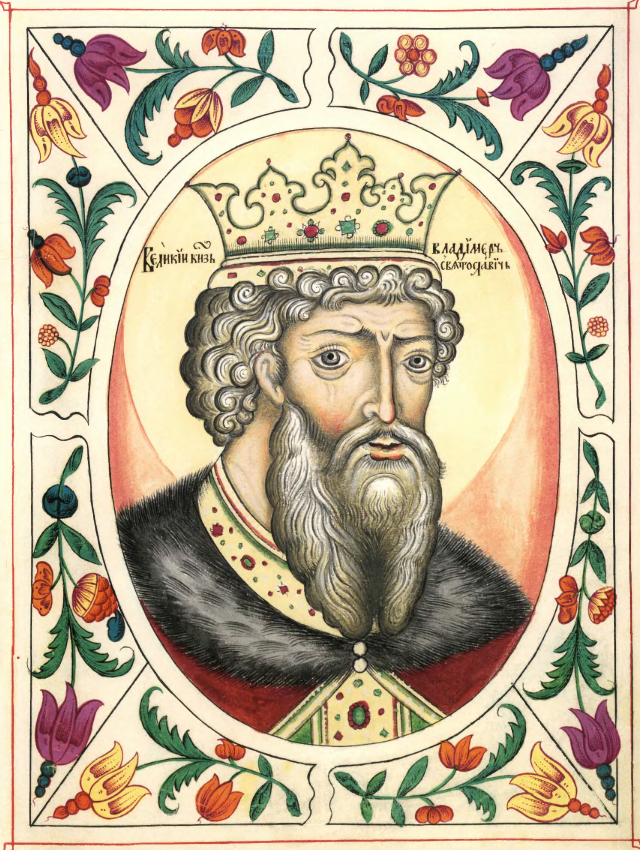
Владимир Святославич 978-1015 Великий князь Киевский
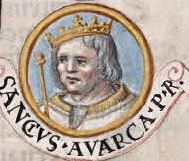
Санчо II Абарка 970-994 Король Наварры
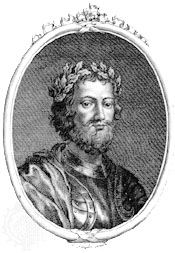
Кеннет II 971-995 Король Шотландии
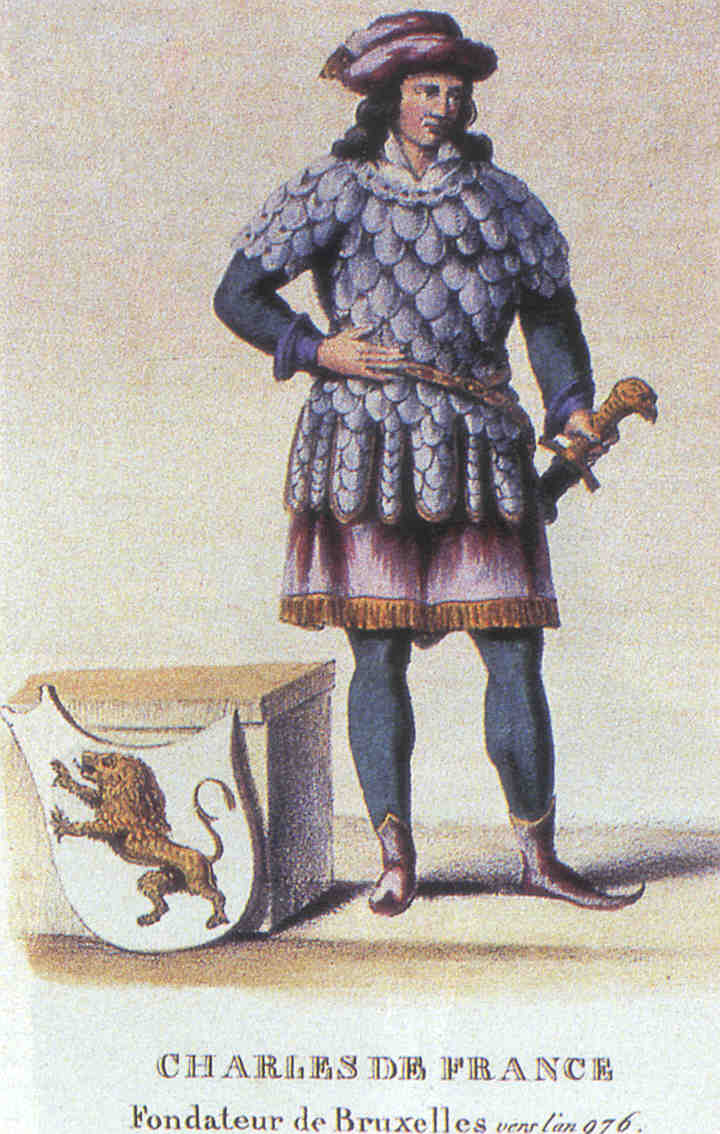
Карл I 976-991 Герцог Нижней Лотарингии
Баграт III 978-1008 Царь Абхазии
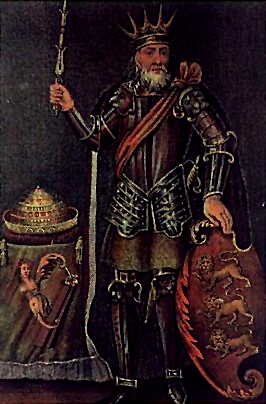
Бриан Бору 978-1014 Король Мунстера
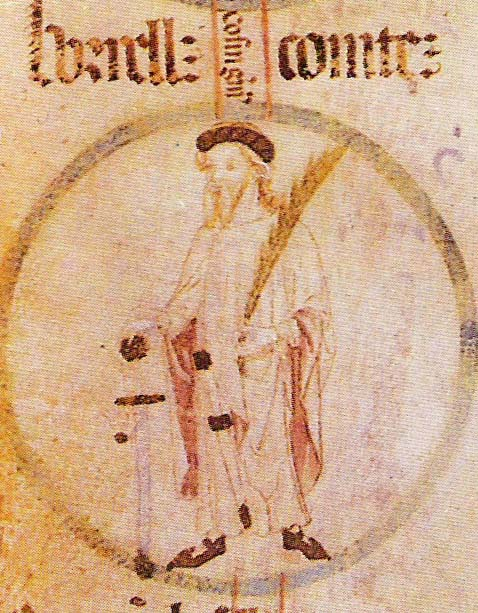
Боррель II 947-992 Граф Барселоны
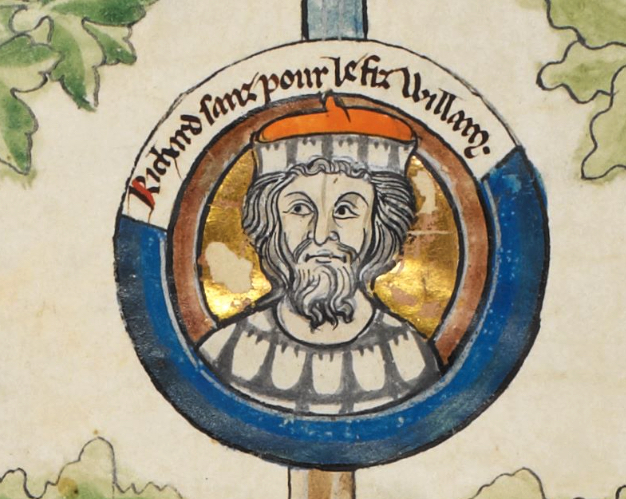
Ричард I Бесстрашный 942-996 Герцог Нормандии
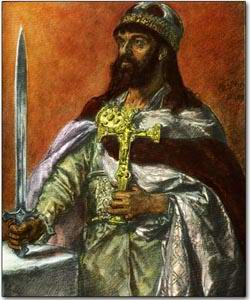
Мешко I 960-992 Князь Польши
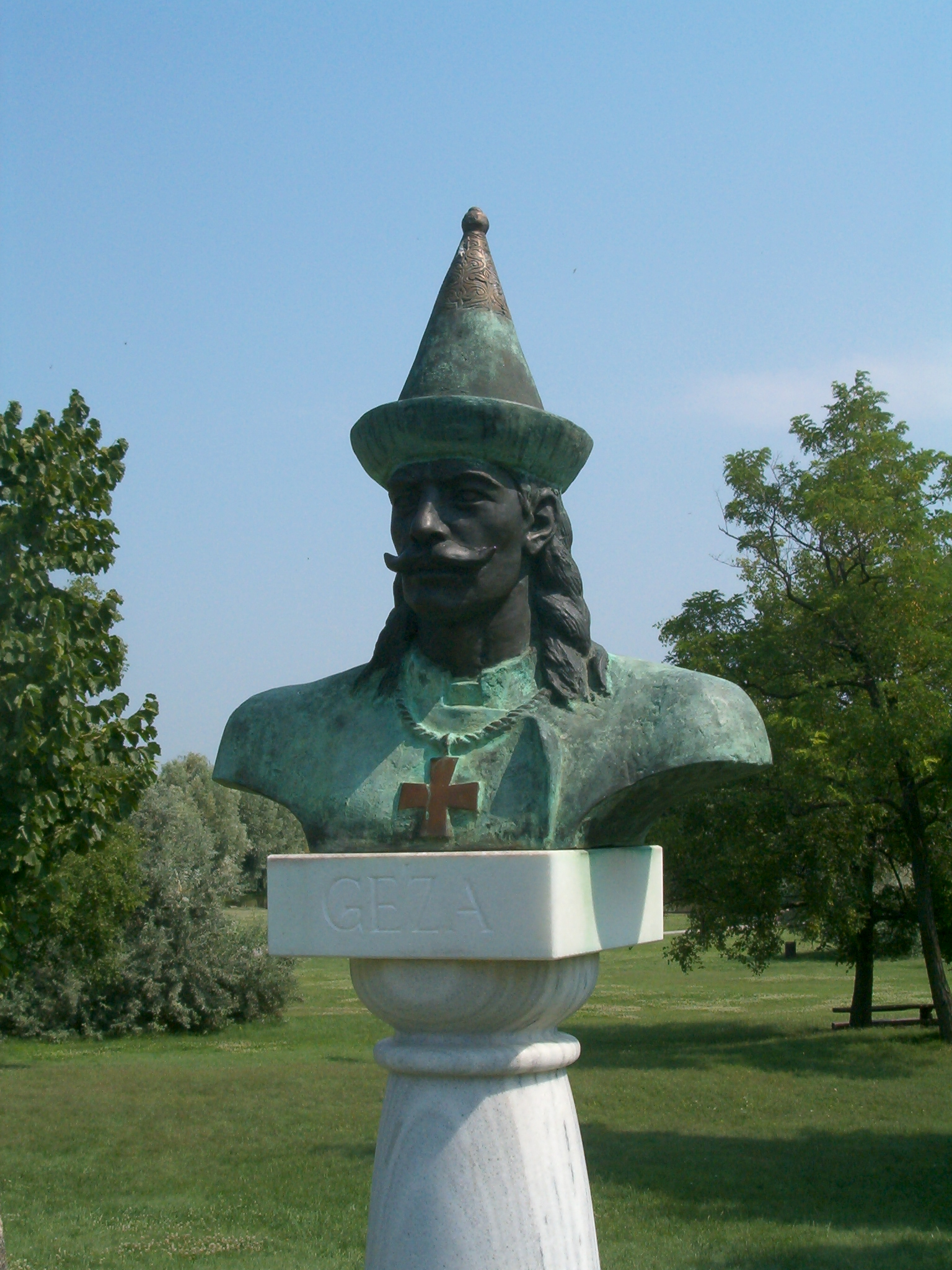
Геза 972-997 Князь Венгрии
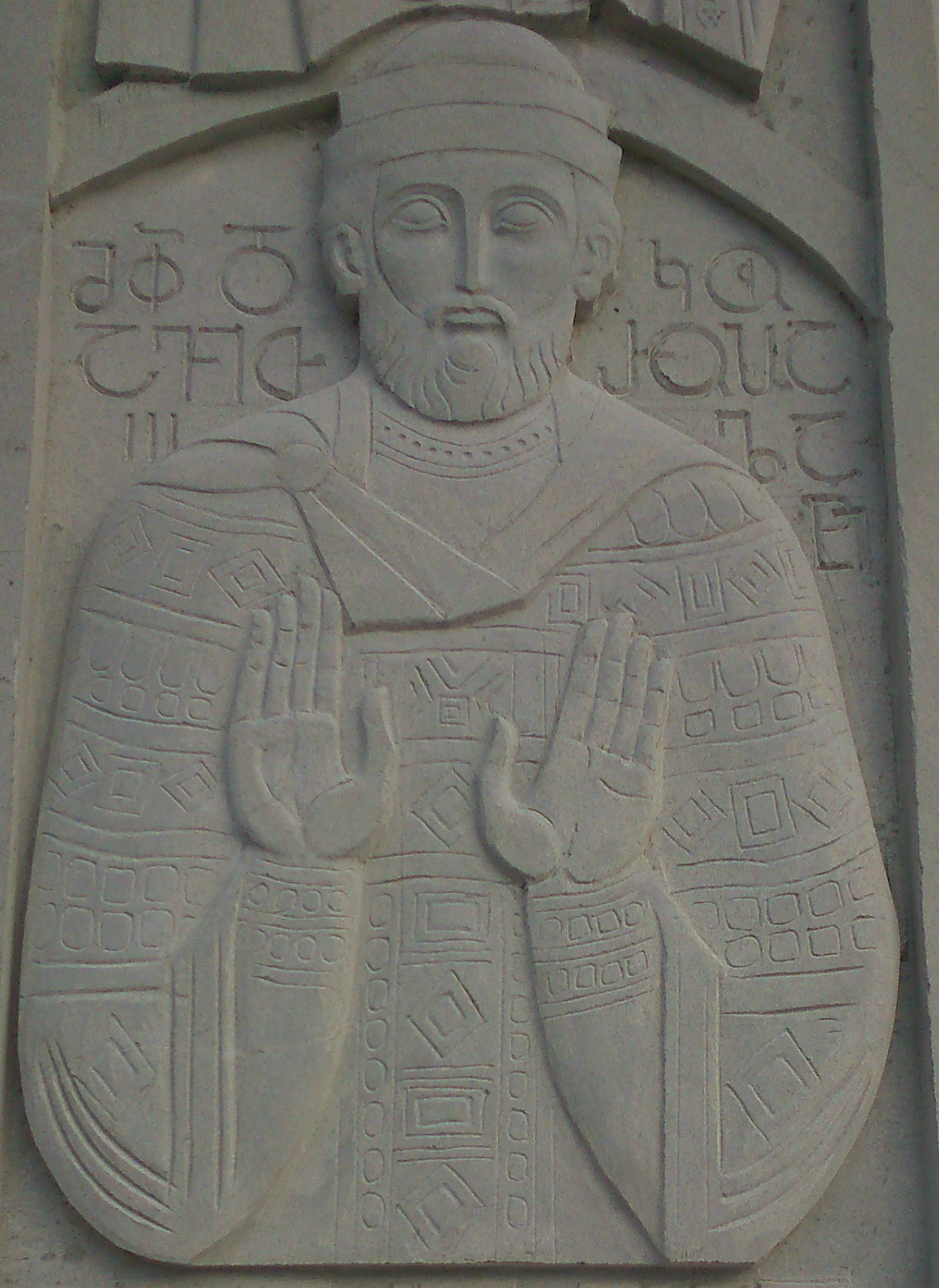
Давид III Великий 966-1000 Куропалат Тао-Кларджети
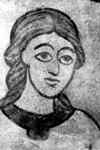
Болеслав II Благочестивый 967-999 Князь Чехии
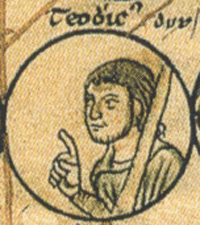
Тьерри I 978-1026 Герцог Верхней Лотарингии
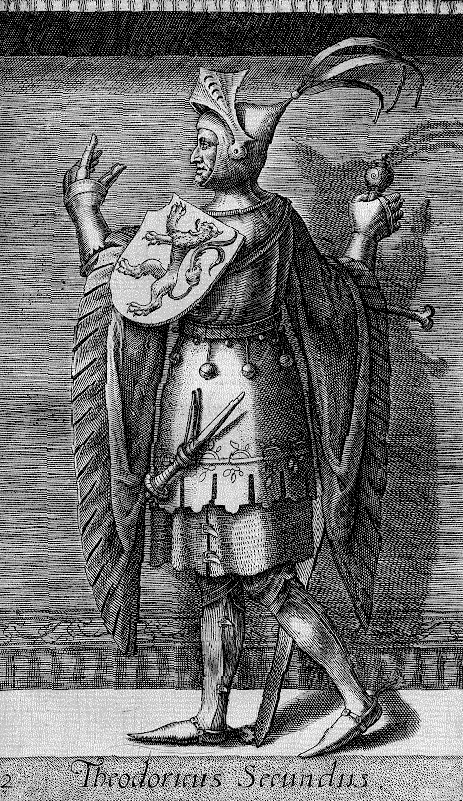
Дирк II 939-988 Граф Голландии
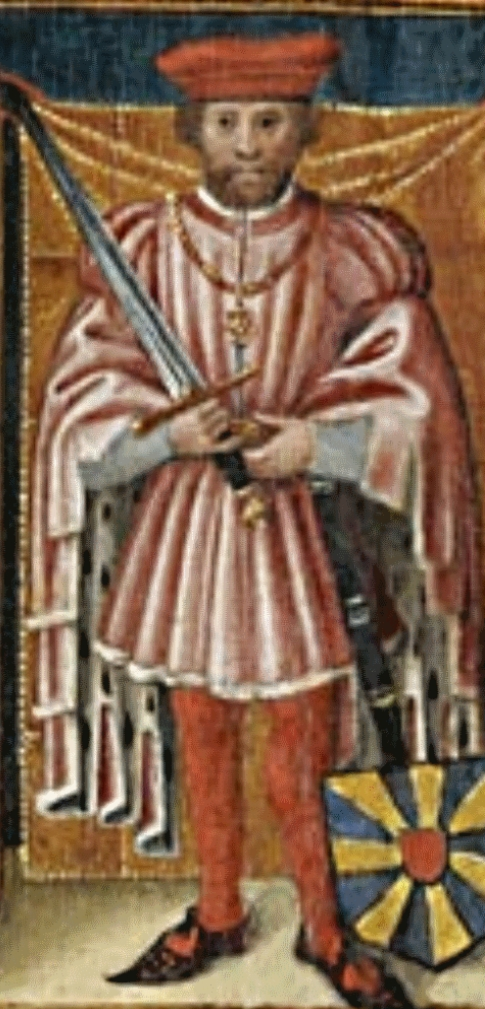
Арнульф II 965-987 Граф Фландрский
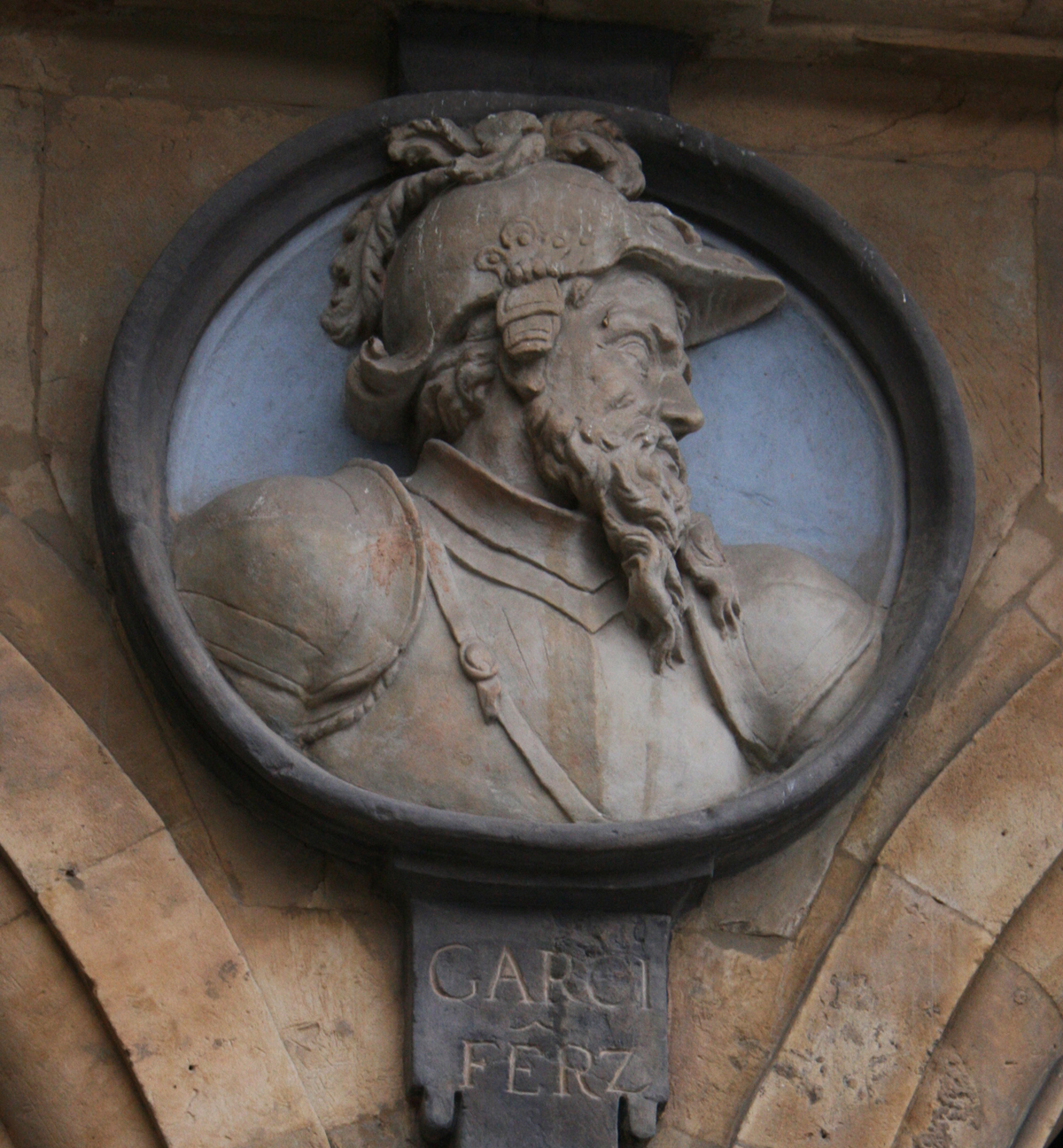
Гарсиа Фернандес 970-995 Граф Кастилии
Пьетро I Орсеоло 976-978 Дож Венеции
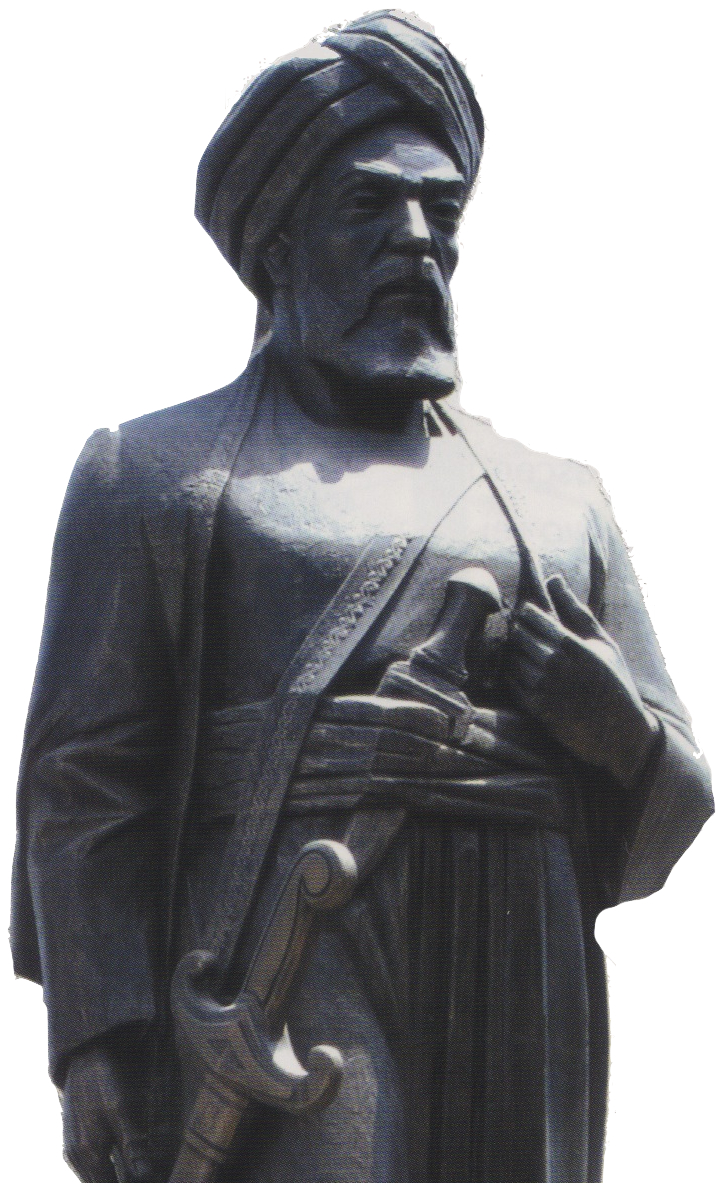
Юсуф Булуггин ибн Зири 973-984 Эмир Ифрикии
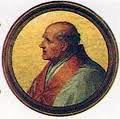
Бенедикт VII 974-983 Папа римский